# ラムズゲート
ラムズゲート（Ramsgate）は、イギリスのケント州サネット島の海岸沿いにあるタウンである。イギリスの海岸地方町の1つで、19世紀のシークェ港連合のメンバーだった。
人口は約4万人で、おもな産業は漁業と観光。町にはイギリスの南海岸で最大級のマリーナがあり、ラムズゲート港には、年間を通して多くの海峡横断フェリーが運航している。

## スポーツ
- ラムズゲートFC

## 出身人物
- アルフレッド・ノース・ホワイトヘッド - 数学者、哲学者
- ガリー・パリスター - サッカー選手
- ジョン・マーシャル - 航海士、探検家
- ブレンダ・ブレッシン - 女優

## 姉妹都市
- フランス コンフラン＝サントノリーヌ
- ベルギー シメイ
- デンマーク フレデリクスズント